# Skew (Elektronik)
Mit dem englischen Begriff Skew, in Deutsch sinngemäß Zeitversatz, bezeichnet man in der Elektronik die Zeitdifferenz von Signalen auf verschiedenen Leitungswegen.
Signale, die in einem elektronischen System übermittelt werden, wandern mit einer endlichen Geschwindigkeit auf ihrer Leitung von der Quelle zur Senke. Die Zeit, die vergeht, bis ein Signal die Strecke von der Quelle zur Senke überwunden hat, ist die Signallaufzeit. Diese wird bei Leitungen hauptsächlich durch das verwendete Material, die Geschwindigkeit (v), die Lichtgeschwindigkeit (c), die Dielektrizitätskonstante (εr) und die Länge bestimmt.
Werden mehrere Signale parallel auf verschiedenen Leitungen im Rahmen der parallelen Datenübertragung übertragen, dann kommen die einzelnen Signale durch geringfügig verschiedene Signallaufzeiten zu leicht voneinander abweichenden Zeitpunkten an den Senken an. Der Skew berechnet sich aus der Differenz der Laufzeiten, interessant ist dabei der maximale Skew.
Abhilfe schafft eine möglichst gleiche Ausführung der verschiedenen parallelen Leitungen, insbesondere eine exakt gleiche Länge. Eine weitere Möglichkeit ist die generelle Vermeidung von parallelen Datenübertragung und die Verwendung von seriellen Datenübertragungsverfahren mit hohen Bitraten, auch als SerDes bezeichnet. Auf der physischen Schicht existiert dann nur noch ein Übertragungsleitung beispielsweise nach dem Standard LVDS, womit die Problematik des Zeitversatzes entfällt.